# Marco Hagemann
Marco Hagemann (* 15. November 1976 in Gütersloh) ist ein deutscher Sportkommentator.

## Leben
Hagemann spielte in seiner Jugend und mit Anfang 20 Fußball für den VfB Schloß Holte als Amateurfußballer in der Landesliga. Daneben spielte er Vereinstennis für den TC GW Schloß Holte in der Bezirksliga.
Seine Karriere begann er im Jahr 2000 beim Deutschen Sportfernsehen, heute Sport1. Dort arbeitete Hagemann zunächst als Nachrichten-Redakteur für das Format „Newscenter“ und später für „Bundesliga Aktuell“. Seine ersten Erfahrungen als Fußball-Kommentator sammelte er in den Sendungen LaOla und Bundesliga Pur.
Von 2004 bis 2014 arbeitete er in erster Linie für den Bezahlfernseh-Sender Sky Deutschland. Sein Einsatzgebiet erstreckte sich von der 1. und 2. Bundesliga, den ausländischen Ligen (Premier League und Primera División) über DFB-Pokalspiele und Europa-League-Begegnungen bis hin zu Champions-League-Spielen. Zudem kommentierte er bei Sky auch Tennis. Von 2007 bis 2013 war er jeden Sommer beim Grand-Slam-Turnier von Wimbledon zu hören.
Von 2006 bis 2018 arbeitete der Sportjournalist neben seiner Tätigkeit beim Pay-TV-Sender auch bei Eurosport, wo er Fußball live kommentierte, aber auch alle wichtigen Tennisturniere begleitete.
Seit September 2014 kommentiert Hagemann für den deutschen Privatsender RTL die Qualifikationsspiele der deutschen Fußballnationalmannschaft zur Europameisterschaft 2016 und zur Weltmeisterschaft 2018. Seit September 2015 moderiert er Live-Spiele u. a. der Premier League und der Primera División für den Sport-Internetdienst Spox.com. Vom 2. Mai 2016 bis zum 11. Mai 2018 moderierte er die Fußball-Talkshow Kicker.tv – Der Talk, die von Eurosport und dem Kicker-Sportmagazin koproduziert wird. Hagemann gehört seit Beginn zu den Fußballkommentatoren des Abointernetdienstes DAZN. Seit August 2020 ist Hagemann zudem Kommentator bei Tennis- und Fußballspielen des Deutsch-Österreichischen Senders ServusTV, wo er mit dem Helden Cup Ende August 2020 seinen Einstand gab.
Seit 2015 kommentiert er zudem zusammen mit Hansi Küpper bei der Fußball-Videospielreihe Pro Evolution Soccer das Spielgeschehen.
Nach eigener Aussage macht für Hagemann einen guten Kommentator aus, dass er sich selbst nicht zu wichtig nimmt und das Fußballspiel im Mittelpunkt steht. Außerdem legt er Wert auf Emotionen, Sprachwitz und Objektivität.
Hagemann ist Fan von Borussia Dortmund und Freund des englischen Fußballs, hier favorisiert er den FC Liverpool. Er lebt in München und war in seinem Heimatort Schloß Holte selbst aktives Vereins- und Vorstandsmitglied im Bereich Fußball und Tennis.
Marco Hagemann ist der Wettkampf-Kommentator der VOX-Sendung Ewige Helden.
Am 2. Februar 2017 gewann Hagemann gemeinsam mit Markus Theil als Co-Moderator, dem Hauptmoderator Matthias Stach und den ausführenden Produzenten Frederic Jouon den Deutschen Fernsehpreis in der Kategorie „Beste Sportsendung“. Im April 2017 bekam er den Deutschen Sportjournalistenpreis in der Kategorie „Newcomer“ für die Eurosport-/Kicker-Sportmagazin-Co-Produktion Kicker.tv – Der Talk.
Bei der Europameisterschaft 2024 in Deutschland ist er einer der Hauptkommentatoren bei den Übertragungen von MagentaTV und dem Privatsender RTL und kommentiert die Spiele zusammen, abwechselnd mit den beiden Co-Kommentatoren Steffen Freund und Lothar Matthäus.

## Externe Webseiten
- Offizielle Seite

| Personendaten    | Personendaten                |
| ---------------- | ---------------------------- |
| NAME             | Hagemann, Marco              |
| KURZBESCHREIBUNG | deutscher Fußballkommentator |
| GEBURTSDATUM     | 15. November 1976            |
| GEBURTSORT       | Gütersloh, Deutschland       |